# Ocotea oblongifolia
Ocotea oblongifolia är en lagerväxtart som beskrevs av Van der Werff. Ocotea oblongifolia ingår i släktet Ocotea och familjen lagerväxter. Inga underarter finns listade i Catalogue of Life.